# Werl
Werl è una città tedesca situata al centro dell'Europa, nel Land della Renania Settentrionale-Vestfalia.